# Conrad Aiken
Conrad Potter Aiken (ur. 5 sierpnia 1889 w Savannah, zm. 17 sierpnia 1973 tamże) – amerykański pisarz, poeta i krytyk literacki. Laureat nagrody Pulitzera.

## Dzieciństwo
Urodził się w Savannah (Georgia), jako pierwsze dziecko dra Williama Forda Aikena, chirurga okulisty oraz Anna Potter, pochodzącej z Nowej Anglii. Ojciec Aikena był błyskotliwy, ale niestabilny, coraz bardziej nękany przez napady paranoi pod koniec lat 90. XIX wieku. Głównymi celami jego wściekłości podczas tych ataków była jego żona, która na próżno usiłowała przekonać jego krewnych z północy kraju, o pogarszającym się stanie psychicznym, oraz jego najstarszy syn, który często był bity za drobne lub urojone krzywdy. Aiken powiedział później o tym okresie: „Rzadko kiedy zapomniałem, że ciągle trzeba było się bać”. Gdy miał 11 lat (1900), jego psychicznie chory ojciec zabił jego matkę i sam popełnił samobójstwo z powodu problemów finansowych. Według niektórych źródeł Aiken był świadkiem mordu. Natomiast inne źródła podają, że znalazł ich ciała. Odtąd wychowywała go ciotka z Massachusetts.

## Wykształcenie
Uczęszczał do Middlesex School, następnie studiował na uniwersytecie Harvarda. Podczas studiów wspólnie z T.S. Eliotem redagowali uczelniany magazyn literacki Harvard Advocate.

## Twórczość

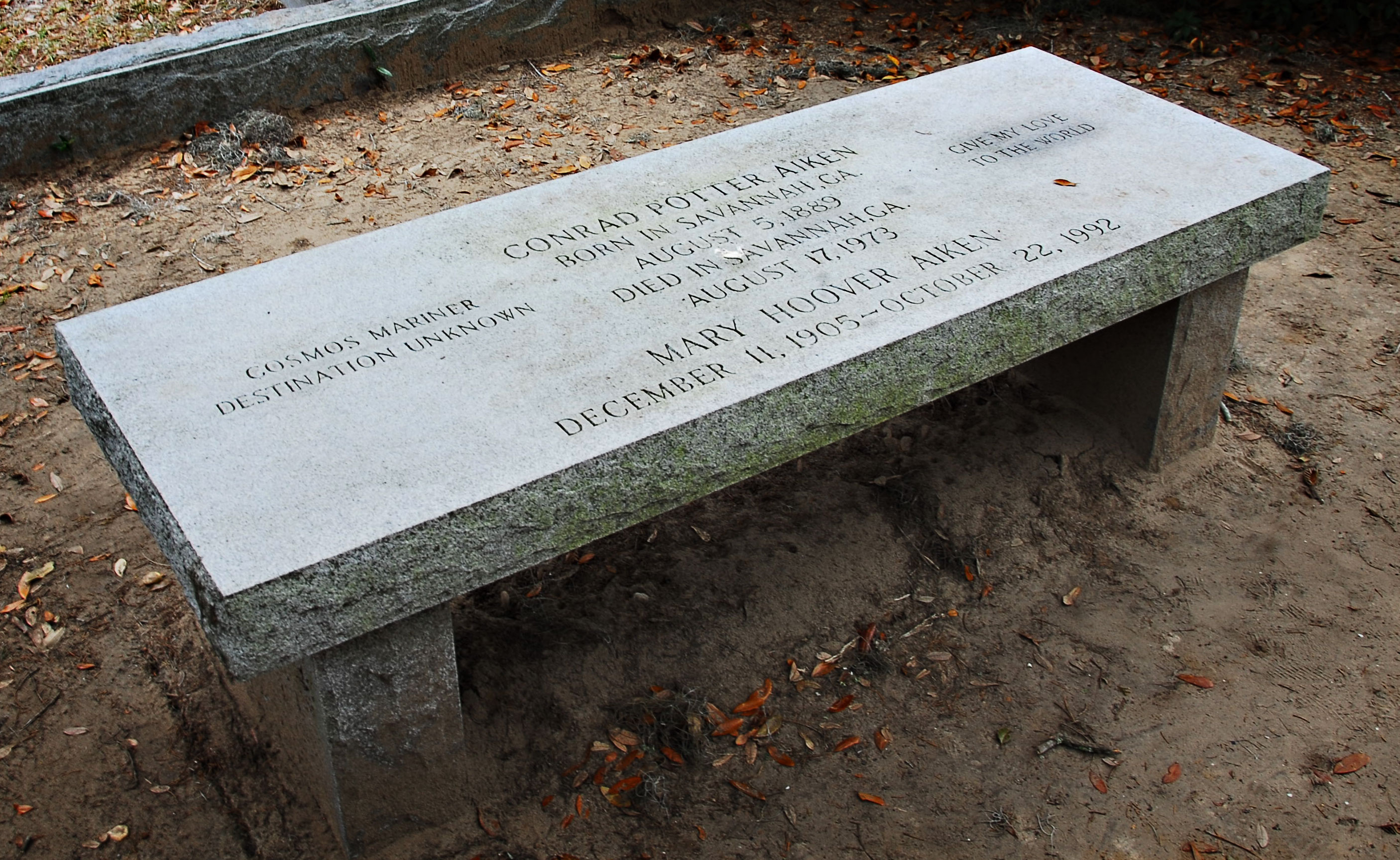
Ławka nagrobna Conrada Aikena

Pisał przede wszystkim utwory poetyckie, a także powieści, opowiadania, wspomnienia i prace krytycznoliterackie. Był symbolistą szczególnie w swych wczesnych dziełach. W 1930 r. otrzymał nagrodę Pulitzera z poezji za Selected Poems. Wiele z jego dzieł miało charakter psychologiczny. W 1934 r. napisał swoje najsłynniejsze opowiadanie „Silent Snow, Secret Snow”. Podziwiał prozę Jamesa Joyce’a, a w 1927 r. po swoich badaniach nad „strumieniem świadomości” stał się pierwszym naśladowcą Joyce’a. Wydał wtedy naśladującą „Ulissesa” książkę „Blue Voyage”.
W 1924 r. wydał zbiór wierszy Emily Dickinson, przyczyniając się do odkrycia zapomnianej wówczas poetki. Jego córką była angielska pisarka - Joan Aiken.

## Dzieła
- Earth Triumphant, 1914, poezja
- The Jig of Forslin. A Symphony, 1916, poezja
- Turns and Movies, 1916, poezja
- Nocturne of Remembered Spring, 1917, poezja
- The Charnel Rose; Senlin. A Biography; and Other Poems, 1918, poezja
- Scepticisms. Notes on Contemporary Poetry, 1919, nonfiction
- The House of Dust A Symphony, 1920, poezja
- Punch: The Immortal Liar, 1921, poezja
- Priapus and the Pool, 1922, poezja
- The Pilgrimage of Festus, 1923, poezja
- Bring! Bring!, 1925, opowiadania
- Blue Voyage, 1927, proza
- Costumes by Eros, 1928, opowiadania
- John Deth, 1930, poezja
- The Coming Forth by Day of Osiris Jones, 1931, poezja
- Preludes for Memnon, 1931, poezja
- Great Circle, 1933, proza
- Among the Lost People, 1934, opowiadania
- Landscape West of Eden, 1934, poezja
- King Coffin, 1935, proza
- Time in the Rock, 1936, poezja
- A Heart for the Gods of Mexico, 1939, proza
- And in the Human Heart, 1940, poezja
- Conversation; or, Pilgrims' Progress, 1940, proza
- Brownstone Eclogues, 1942, poezja
- The Soldier, 1944, poezja
- The Kid, 1947, poezja
- Skylight One, 1949, poezja
- Ushant, [wyd. zmienione 1971] 1952, nonfiction
- A Letter From Li Po, 1955, poezja
- Sheepfold Hill, 1958, poezja
- The Morning Song of Lord Zero, 1963, poezja